# 松元茂樹
松元 茂樹（まつもと しげき、1948年10月21日 - ）は、日本中央競馬会 (JRA) 栗東トレーニングセンターに所属していた元調教師。日本大学卒業。実父は松元正雄、実兄は松元省一で、ともにJRAの元調教師である。長男は元競艇選手の松元弥佑紀（登録名。本名は保徳）。

## 略歴
日本大学在学中に「京しげき」の芸名で歌手デビューし、大学卒業後も東京・六本木で弾き語りをするなど芸能活動を継続していた。その後、1974年に松元正雄厩舎で厩務員となり、翌年に調教助手となる。のちに松元省一厩舎、清水久雄厩舎所属を経ている。この間、10回近く調教師試験を受験し、1992年に調教師免許を取得。翌1993年に厩舎を開業。初出走は9月25日阪神競馬第3競走のマンノラモスで2着。初勝利は10月10日京都競馬第8競走のカムシャインでのべ9頭目だった。
1996年のダイヤモンドステークスをユウセンショウで制して重賞初勝利。GI競走の初勝利は2001年中山大障害のユウフヨウホウ。平地のGI競走は2002年スプリンターズステークスのビリーヴ。
2019年2月をもって、定年のため調教師を引退した。

## 調教師成績
|            | 日付           | 競馬場・開催  | 競走名        | 馬名           | 頭数 | 人気 | 着順 |
| ---------- | -------------- | ------------- | ------------- | -------------- | ---- | ---- | ---- |
| 初出走     | 1993年9月25日  | 4回阪神5日3R  | 4歳未勝利     | マンノラモス   | 16頭 | 2    | 2着  |
| 初勝利     | 1993年10月10日 | 5回京都2日8R  | 4歳上500万下  | カムシャイン   | 13頭 | 7    | 1着  |
| 重賞初出走 | 1993年10月10日 | 5回京都2日11R | 京都大賞典    | タニノボレロ   | 10頭 | 10   | 10着 |
| 重賞初勝利 | 1996年1月27日  | 2回東京1日11R | ダイヤモンドS | ユウセンショウ | 11頭 | 4    | 1着  |
| GI初出走   | 1996年4月21日  | 3回京都2日10R | 天皇賞（春）  | ユウセンショウ | 16頭 | 7    | 7着  |
| GI初勝利   | 2001年12月22日 | 5回中山7日10R | 中山大障害    | ユウフヨウホウ | 10頭 | 10   | 1着  |

## 主な管理馬
※括弧内は当該馬の優勝重賞競走、太字はGI級競走。
- ユウセンショウ（1996年ダイヤモンドステークス、目黒記念、1997年ダイヤモンドステークス）
- スエヒロコマンダー（1999年小倉大賞典、鳴尾記念）
- タイキポーラ（2001年マーメイドステークス）
- ユウフヨウホウ（2001年中山大障害）
- シルクブラボー（2002年デイリー杯2歳ステークス）
- トウカイパルサー（2002年愛知杯）
- ビリーヴ（2002年スプリンターズステークス、2003年高松宮記念）
- ギルデッドエージ（2002年中山大障害）
- ヤマカツリリー（2003年フィリーズレビュー）
- ウインクリューガー（2003年NHKマイルカップ）
- ムーヴオブサンデー（2004年フィリーズレビュー）
- ローブデコルテ（2007年優駿牝馬）
- イナズマアマリリス（2008年ファンタジーステークス）
- アルナスライン（2009年日経賞）
- ファリダット（2009年安田記念3着）
- ラヴェリータ（2009年関東オークス、スパーキングレディーカップ、2010年名古屋大賞典、スパーキングレディーカップ、2011年TCK女王盃、エンプレス杯、スパーキングレディーカップ）
- エーシンホワイティ（2010年ファルコンステークス、2014年新潟ジャンプステークス）
- イコールパートナー（2010年東京ハイジャンプ）
- マキシマムドパリ (2017年愛知杯、マーメイドステークス)
- グッドスカイ （2017年新潟ジャンプステークス）
- ガンコ （2018年日経賞）

## おもな厩舎所属者
※太字は門下生。括弧内は厩舎所属期間と所属中の職分。
- 安永司（1993年-2019年 調教助手）
- 金折知則（2006年-2010年 騎手、2010年-2019年 調教助手）